# Francisco Marto
Franjo Marto (port. Francisco Marto) (Aljustrel, 11. lipnja 1908. – Aljustrel, 4. travnja 1919.), portugalski dječak, svetac Katoličke Crkve, jedan od troje djece kojima se ukazala Djevica Marija u Fatimi.

## Životopis
Francisco je jedno od troje djece, kojima se ukazala Blažena Djevica Marija u Fatimi u Portugalu, 1917. godine. Francisco je samo vidio Mariju, ali nije ju čuo, njegova sestra Jacinta Marto vidjela je i čula Mariju, dok je rođakinja Lucija dos Santos, najstarija od njih, i razgovarala s Marijom.
Francisco je imao i posebne objave, mistične milosti najvišeg stupnja. Vidio je viziju strahota pakla. Kratko prije smrti podarena mu je jedna nebeska vizija: vidio je jarko svjetlo kraj prozora, koje je tumačio predskazanjem raja. Umro je bez agonije u 11. godini, izuzetno mirno i blago. 
Papa Ivan Pavao II. proglasio ga je blaženim 13. svibnja 2000. godine, zajedno s Jacintom, pred 400 000 ljudi u Fatimi. Oboje vidjelaca svetima je proglasio papa Franjo 13. svibnja 2017. godine također u Fatimi.
Spomendan mu je 20. veljače.

## Poveznice
- Gospa Fatimska
- Jacinta Marto